# Cristiano
Cristiano dos Santos Rodrigues (ur. 3 czerwca 1981 roku) jest piłkarzem brazylijskim, grającym na pozycji napastnika. Jego obecnym klubem jest australijski Adelaide United.